# Mistrzostwa Azji w Łyżwiarstwie Szybkim 2014
15. Mistrzostwa Azji w Łyżwiarstwie Szybkim odbyły się w Tomakomai (na Hooglandsportcentrum), w Japonii w dniach 11–12 stycznia 2014 roku. Zawodnicy startowali na dystansie 500, 1500, 5000 i 10 000 metrów, a zawodniczki na 500, 1500, 3000 i 5000 metrów.

## Mężczyźni

### 500 m
| Pozycja | Zawodnik         | Reprezentacja | 1. bieg   | 2. bieg   | Punkty |
| ------- | ---------------- | ------------- | --------- | --------- | ------ |
| 01 !    | Tsubasa Hasegawa | Japonia       | 37,81 (2) | 36,87 (1) | 74,680 |
| 02 !    | Bai Qiuming      | Chiny         | 37,43 (1) | 37,49 (2) | 74,920 |

### 1000 m
| Pozycja | Zawodnik         | Reprezentacja | Czas    |
| ------- | ---------------- | ------------- | ------- |
| 01 !    | Makoto Oowada    | Japonia       | 1:13,72 |
| 02 !    | Tsubasa Hasegawa | Japonia       | 1:14,72 |
| 03 !    | Bai Qiuming      | Chiny         | 1:15,26 |

### 1500 m
| Pozycja | Zawodnik          | Reprezentacja | Czas    |
| ------- | ----------------- | ------------- | ------- |
| 01 !    | Shouta Nakamura   | Japonia       | 1:54,89 |
| 02 !    | Maksim Bakłaiskin | Kazachstan    | 1:56,25 |
| 03 !    | Hiroki Abe        | Japonia       | 1:56,45 |
| 4.      | Sun Longjiang     | Chiny         | 1:56,66 |
| 5.      | Liu Yiming        | Chiny         | 1:56,94 |
| 6.      | Shane Williamson  | Japonia       | 1:57,12 |

### 5000 m
| Pozycja | Zawodnik          | Reprezentacja    | Czas    |
| ------- | ----------------- | ---------------- | ------- |
| 01 !    | Dmitrij Babienko  | Kazachstan       | 7:01,40 |
| 02 !    | Liu Yiming        | Chiny            | 7:02,98 |
| 03 !    | Yang Fan          | Chiny            | 7:05,42 |
| 4.      | Sun Longjiang     | Chiny            | 7:06,14 |
| 5.      | Hiroki Abe        | Japonia          | 7:07,45 |
| 6.      | Shien Williamson  | Japonia          | 7:09,21 |
| 7.      | Maksim Bakłaiskin | Kazachstan       | 7:14,04 |
| 8.      | Joo Hyeong-joon   | Korea Południowa | 7:22,36 |
| 9.      | Shouta Nakamura   | Japonia          | 7:27,70 |
| 10.     | Artur Siergijenko | Kazachstan       | 7:29,74 |

### 10 000 m
| Pozycja | Zawodnik          | Reprezentacja | Czas     |
| ------- | ----------------- | ------------- | -------- |
| 01 !    | Sun Longjiang     | Chiny         | 14:38,90 |
| 02 !    | Hiroki Abe        | Japonia       | 14:55,69 |
| 03 !    | Maksim Bakłaiskin | Kazachstan    | 15:10,08 |
| 4.      | Artur Siergijenko | Kazachstan    | 15:12,63 |
| 99 !    | Liu Yiming        | Chiny         | DSQ      |

## Kobiety

### 500 m
| Pozycja | Zawodnik   | Reprezentacja | 1. bieg   | 2. bieg   | Punkty |
| ------- | ---------- | ------------- | --------- | --------- | ------ |
| 01 !    | Yu Jing    | Chiny         | 39,78 (2) | 39,25 (1) | 79,030 |
| 02 !    | Zhang Hong | Chiny         | 39,74 (1) | 39,95 (2) | 79,690 |
| 03 !    | Kie Nagata | Japonia       | 41,34 (3) | 40,87 (4) | 82,210 |
| 4.      | Li Dan     | Chiny         | 41,51 (4) | 41,27 (5) | 82,780 |
| 5.      | Toi Saori  | Japonia       | 42,11 (5) | 40,81 (3) | 82,920 |

### 1000 m
| Pozycja | Zawodnik   | Reprezentacja | Czas    |
| ------- | ---------- | ------------- | ------- |
| 01 !    | Zhang Hong | Chiny         | 1:19,06 |
| 02 !    | Li Dan     | Chiny         | 1:24,31 |
| 03 !    | Kie Nagata | Japonia       | 1:24,31 |
| 4.      | Saori Toi  | Japonia       | 1:24,58 |

### 1500 m
| Pozycja | Zawodnik        | Reprezentacja    | Czas    |
| ------- | --------------- | ---------------- | ------- |
| 01 !    | Zhao Xin        | Chiny            | 2:03,73 |
| 02 !    | Miho Takagi     | Japonia          | 2:03,98 |
| 03 !    | Li Qishi        | Chiny            | 2:05,95 |
| 4.      | Shouko Fujimura | Japonia          | 2:06,94 |
| 5.      | Liu Jing        | Chiny            | 2:07,71 |
| 6.      | Nana Takahashi  | Japonia          | 2:07,84 |
| 7.      | Kim Bo-reum     | Korea Południowa | 2:16,46 |
| 99 !    | Masako Hozumi   | Japonia          | DSQ     |

### 3000 m
| Pozycja | Zawodnik        | Reprezentacja    | Czas    |
| ------- | --------------- | ---------------- | ------- |
| 01 !    | Masako Hozumi   | Japonia          | 4:23,71 |
| 02 !    | Miho Takagi     | Japonia          | 4:29,92 |
| 03 !    | Zhao Xin        | Chiny            | 4:32,07 |
| 4.      | Shouko Fujimura | Japonia          | 4:34,77 |
| 5.      | Liu Jing        | Chiny            | 4:36,92 |
| 6.      | Nana Takahashi  | Japonia          | 4:39,59 |
| 7.      | Li Qishi        | Chiny            | 4:39,70 |
| 8.      | Kim Bo-reum     | Korea Południowa | 4:40,84 |

### 5000 m
| Pozycja | Zawodnik        | Reprezentacja | Czas    |
| ------- | --------------- | ------------- | ------- |
| 01 !    | Masako Hozumi   | Japonia       | 7:32,53 |
| 02 !    | Shouko Fujimura | Japonia       | 7:39,72 |
| 03 !    | Nana Takahashi  | Japonia       | 7:51,45 |
| 4.      | Miho Takagi     | Japonia       | 7:54,08 |
| 5.      | Liu Jing        | Chiny         | 7:54,78 |
| 6.      | Li Qishi        | Chiny         | 7:57,43 |
| 7.      | Zhao Xin        | Chiny         | 7:58,41 |